# Roger Ailes
Roger Eugene Ailes (15. května 1940 – 18. května 2017) byl americký televizní ředitel a mediální konzultant. Byl zakladatel a bývalý předseda a výkonný ředitel Fox News a Fox Television Stations Group, post, který vedl od založení až do července 2016.
Ailes byl mediálním konzultantem republikánských prezidentů Richarda Nixona, Ronalda Reagana a George H. W. Bushe. Už během Nixonovy administrativy nabyl a na přelomu 60. a 70. let formuloval svou myšlenku vytvoření „republikánské televize“.

## Politický poradce
V roce 1984 se Ailes podílel na kampani za znovuzvolení Ronalda Reagana. V letech 1987 a 1988 se Ailes (spolu s dalším poradcem Lee Atwaterem) zasloužil o vítězství George H. W. Bushe v republikánských primárkách a o vítězství nad Michaelem Dukakisem.

## Ve Fox News
Po založení zpravodajské televizní stanice Fox News na podzim roku 1996 její majitel, Rupert Murdoch, svěřil vedení právě Ailesovi. Stanice byla několik let ztrátová, později se ale vyšvihla jak ve výnosech tak sledovanosti. Zároveň se ale profilovala jako stranící americkým republikánům. Při prezidentských volbách v roce 2000, před ukončením volby na Floridě, nechal Marvina Bushe, který ve Fox News pracoval, přiřknout vítězství svému bratranci, Georgi W. Bushovi, přestože v té době byly všechny průzkumy nerozhodné a vítězství G. W. Bushe nic nenapovídalo. Ostatní stanice, ve snaze nebýt poslední, tuto fámu začaly opakovat a toto nepravdivé konstatování ovlivnilo průběh hlasování. Ailes byl pověstný tím, že měl ve své kanceláři puštěné vysílání Fox News, ale s vypnutým zvukem. Ženy-moderátorky musely povinně nosit vysoké podpatky a krátké sukně a moderátorské stoly i pohledy kamer byly navrženy tak, aby ženám bylo vidět na odhalené nohy.
Během prezidentských období Baracka Obamy byla Fox News mezi médii v čele jeho kritiky, někdy i za jeho méně opodstatněné činy.
V roce 2016 byl poradcem pro prezidentskou kampaň Donalda Trumpa, při které asistoval s přípravou debat.

## Obvinění ze sexuálního obtěžování
V červenci 2016 Ailese obvinila moderátorka Gretchen Carlson ze sexuálního obtěžování. Rupert Murdoch se nejdříve zastal Ailese, ale následně se přidaly další ženy. Celkem jich bylo více než dvě desítky (z prostředí této televizní stanice a byznysu, které se s Ailsem setkávaly) a obvinění byla: vydírání kariéry za sex a sexuální obtěžování. S dalšími a dalšími odhaleními a výpověďmi se ukázalo, že k nim docházelo často a v rozpětí několika desítek let. Ze sexuálního obtěžování žen bylo ve Fox News obviněno i několik dalších mužů.
Roger Ailes zemřel tři dny po svých 77. narozeninách, 18. května 2017.